# Fjärde Moseboken
Fjärde Moseboken eller med en äldre namnform Fjärde Mosebok är en av böckerna i judendomens Torah och Bibelns Gamla Testamente. Inom kristendomen kallas den ibland för Numeri ("antal" på latin), vilket syftar på uppräkningen av Israels stammar som spelar en stor roll i boken. Inom judendomen kallas boken Bamidbar, "i vildmarken/öknen".
Ett viktigt ämne i boken är den 40 år långa vandringen genom öknen som Israels folk fick genomlida för att man inte litade på Gud när han sa att folket skulle invadera Kanaans land, det utlovade landet. Man hade sänt ut tolv spejare som skulle se hur landet såg ut och vem som vid denna tid bodde i landet. Tio av spejarna berättade att en invasion av landet skulle vara omöjlig eftersom invånarna var alldeles för övermäktiga. Två spejare, däribland Josua, ville att folket skulle lita på Gud som hade lovat vara med dem. Eftersom folket tvivlade på att Gud skulle hålla sitt ord ville man inte invadera landet och som straff fick folket vandra i öknen i 40 år så att alla i den dåvarande generationen skulle vara döda när de fick landet.
I Fjärde Mosebok möter vi också spåmannen och profeten Bileam och hans åsna. Bileam var ute efter att sätta dit och förbanna israeliterna när en ängel kom i hans väg. Bileam själv såg inte ängeln, men det gjorde Bileams åsna som tvärstannade och vägrade ta ett steg till. Då slog Bileam sin åsna, men inte gick åsnan för det. Efter många slag tröttnade åsnan till slut och började tala till den förvånade Bileam. Då öppnades Bileams ögon så att också han såg ängeln som stod där på vägen. Den synen och samtalet med ängeln fick Bileam att ändra sig. I stället för att förbanna israeliterna gick han för att välsigna dem. 
Här skildras även folkmordet på midjaniterna som utfördes av israeliterna.

## Herrens välsignelse
I kapitel 6 vers 22–27 ger Gud Moses orden för Herrens välsignelse (där själva välsignelsen är vers 24–26).